# Nazionale maschile di calcio del Belgio
La nazionale di calcio del Belgio (Belgisch voetbalelftal in olandese, équipe de Belgique de football in francese), i cui calciatori sono conosciuti con il soprannome di diavoli rossi per via del colore delle maglie, è la rappresentativa calcistica del Belgio ed è posta sotto l'egida della Federazione calcistica belga.
Ha partecipato a quattordici edizioni del campionato mondiale, ottenendo come migliore risultato il terzo posto a Russia 2018, e sette edizioni del campionato europeo, ottenendo come miglior risultato la finale persa contro la Germania a Italia 1980; ha inoltre vinto il torneo olimpico nell'edizione casalinga del 1920.
Nella classifica mondiale della FIFA, istituita nell'agosto del 1993, il Belgio ha occupato il 1º posto in due diverse occasioni (da novembre 2015 a marzo 2016 e da settembre 2018 a marzo 2022), mentre il peggiore piazzamento è il 66º posto dell'aprile 2009; attualmente occupa l'8º posto della graduatoria.

## Storia

### 1895-1920: gli esordi

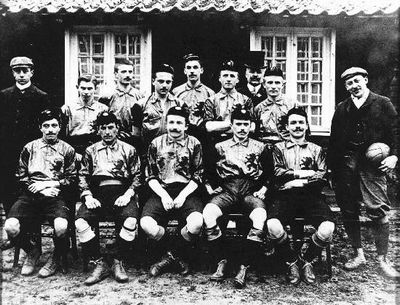
La nazionale belga nel 1905

Il Belgio fu uno dei primi paesi europei in cui si diffuse la pratica del calcio. Nel 1895 fu fondata in Belgio l'unione nazionale di atletica, l'UBSSA (Union Belge des Sociétés de Sports Athlétiques), antesignana della federazione calcistica del Belgio. L'UBSSA organizzò il primo campionato nazionale nel 1896.
L'esordio ufficiale del Belgio avvenne in occasione del Trofeo Évence Coppée il 1º maggio 1904, quando allo Stadio Vivier d'Oie di Uccle, di fronte a 1.500 spettatori, pareggiò per 3-3 contro la Francia. Venti giorni più tardi le federazioni calcistiche di Francia e Belgio si unirono ad altre cinque federazioni nazionali per costituire la FIFA. All'epoca la nazionale belga era composta da calciatori dei sei o sette club principali del campionato belga.
Dal 1905 il Belgio disputò contro i Paesi Bassi due partite all'anno, una delle quali solitamente ad Anversa e una a Rotterdam. Fino al 1925 la sfida, valevole per la Coppa belga-olandese, era nota come "il derby dei Paesi Bassi".
Dopo un match del 1905 un giornalista olandese scrisse che tre giocatori belgi avevano "lavorato come diavoli". Un anno più tardi il giornalista Pierre Walckiers soprannominò i componenti della nazionale belga diavoli rossi, ispirandosi al colore delle magliette e alle tre vittorie consecutive ottenute nel corso dell'anno: 5-0 contro la Francia, 5-0 contro i Paesi Bassi e 3-2 ancora contro i Paesi Bassi. Nella sua cronaca di quest'ultima partita, pubblicata sulla rivista dell'UBSSA, La Vie Sportive, Walckiers definì i giocatori les petits diables rouges ("i piccoli diavoli rossi").
Nel 1910 l'ex calciatore scozzese William Maxwell fu nominato allenatore del Belgio. Sotto la sua gestione esordì in nazionale Alphonse Six, uno dei più grandi calciatori belgi del periodo precedente alla prima guerra mondiale, considerato tra gli attaccanti più talentuosi d'Europa. Dal 1912 l'UBSSA passò a governare solo il calcio in Belgio e fu ridenominata UBSFA (Union Belge des Sociétés de Football-Association). Nel 1920 ricevette il titolo di "Unione reale" in occasione del suo 25º anno di esistenza, divenendo così Reale associazione calcistica del Belgio.
Durante la prima guerra mondiale l'attività calcistica fu in larga parte sospesa: non si disputarono partite ufficiali dal 1915 al 1918. Durante la guerra la nazionale giocò solo partite amichevoli non riconosciute contro la Francia. In guerra perirono tre calciatori della nazionale belga.

### 1920-1930: l'alloro olimpico e i primi mondiali

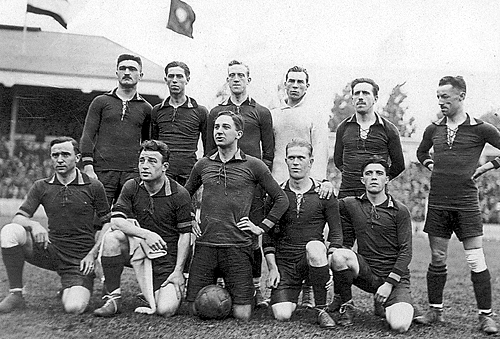
La nazionale belga campione al torneo olimpico di

Nel 1920, alle Olimpiadi di Anversa, il Belgio vinse la medaglia d'oro. La finale contro la Cecoslovacchia non giunse a termine, poiché i cecoslovacchi (sul parziale di 2-0 per gli avversari) abbandonarono il campo per protesta contro la conduzione arbitrale a due minuti dal termine del primo tempo. Sebbene il torneo sia stato riconosciuto dalla FIFA come un "mondiale di calcio per dilettanti", la federazione belga - a differenza di quella uruguaiana - non considera la vittoria alla stregua della conquista di una Coppa del mondo e non espone alcuna stella sulle proprie divise ufficiali.
Mantenendo per i suoi calciatori lo stato di dilettanti, la nazionale belga accusò un evidente divario con le rivali e non colse risultati di rilievo: malgrado i dignitosi risultati nelle tre Olimpiadi degli anni venti (quattro vittorie in sette partite), le partecipazioni ai mondiali del 1930, 1934, 1938 e 1954 videro la squadra sempre eliminata al primo turno e sempre sconfitta in ogni partita.. Tra i calciatori belgi più forti degli anni venti e trenta figura Raymond "Ray" Braine, che si aggiudicò otto titoli con i club e divenne quattro volte capocannoniere del campionato belga e del campionato cecoslovacco.

### 1944-1960: dal secondo dopoguerra agli anni '60
A causa dello scoppio della seconda guerra mondiale, la nazionale belga cessò le proprie attività per un quadriennio. Solo nel 1944 contro la Francia disputò una partita, mentre il tradizionale derby con i Paesi Bassi si continuò a disputare varie volte, anche se queste partite non sono conteggiate dalla FIFA.
Tra i calciatori belgi più rappresentativi degli anni quaranta e cinquanta figurano Henri "Rik" Coppens, Joseph "Jef" Mermans e Léopold "Pol" Anoul, oltre al centrale difensivo Louis Carré.
Negli anni cinquanta e sessanta il Belgio si qualificò per una sola volta per un torneo internazionale, il campionato del mondo 1954 in Svizzera. Il giorno prima dell'inizio del mondiale la RBFA cofondò la UEFA con la federazione calcistica francese e la federazione calcistica italiana. Secondo il giornalista Henry Guldemont alcuni dei suoi colleghi svizzeri consideravano il Belgio del 1954 "la favorita per il titolo mondiale" dopo un promettente 4-4 all'esordio contro l'Inghilterra. Ciononostante nella seconda e ultima partita del girone contro l'Italia i belgi furono sconfitti per 4-1 ed eliminati.
Nelle eliminatorie per il campionato del mondo 1958 il Belgio, secondo nel proprio girone di qualificazione, fu selezionato per lo spareggio contro Israele, ma si rifiutò di disputare la partita.
In questi anni il Belgio ottenne due prestigiose vittorie in casa contro squadre laureatesi campioni del mondo, per 2-0 contro la Germania Ovest nel 1954 e per 5-1 contro il Brasile nel 1963. Nel 1956 la squadra belga sconfisse per 5-4 anche la "grande" Ungheria. Questi risultati fecero guadagnare alla squadra belga il soprannome di "campione del mondo delle amichevoli".
Negli anni '60 l'introduzione del semiprofessionismo parve dare qualità al calcio belga, ma al campionato del mondo 1970 si registrò un'altra disfatta ai gironi. Subito dopo, la federazione introdusse il professionismo a pieno titolo.

### 1972-1986: fortune alterne

Jan Ceulemans in azione con la maglia dei diavoli rossi, inseguito dal tedesco Förster durante la finale del.

All'Europeo 1972 i diavoli rossi vinsero il proprio raggruppamento di qualificazione, per poi battere l'Italia nei quarti: gli azzurri, che detenevano il titolo europeo ed erano vice-campioni mondiali, furono battuti per 2-1 a Bruxelles dopo aver pareggiato senza gol a Milano. I belgi persero contro la Germania Ovest in semifinale (1-2), ma vinsero poi contro l'Ungheria (1-0) conquistando il terzo posto.
Viene ricordata con amarezza l'eliminazione nel gruppo 3 di qualificazione al campionato del mondo 1974. Il Belgio si presentò all'ultima gara del girone a pari punti con i Paesi Bassi e dovette incontrare proprio gli Oranje nella sfida decisiva a Rotterdam del 18 novembre 1973. Negli ultimi minuti dell'incontro l'arbitro Pavel Kazakov annullò un gol al Belgio per un fuorigioco inesistente, l'incontro finì 0-0 e per la miglior differenza reti si qualificarono gli olandesi, che si sarebbero rivelati la grande rivelazione del torneo finendo secondi dietro ai padroni di casa della Germania Ovest.
La rassegna continentale del 1980 vide un ulteriore miglioramento, con la squadra che nel primo turno superò rivali più quotate: l'Inghilterra (pareggio per 1-1), la Spagna (battuta 2-1) e l'Italia (0-0) che venne sopravanzata per il maggior numero di gol segnati (3 a 1). In finale, venne sconfitta ancora dai tedeschi ottenendo comunque l'argento.

Il Belgio finalista continentale nel 1980

Al campionato del mondo 1982 il Belgio esordì battendo i campioni dell'Argentina, replicandosi poi contro El Salvador e Ungheria vincendo il girone. Venne però fermato al secondo turno, perdendo con la Polonia e l'Unione Sovietica.
L'Europeo 1984 fu invece deludente, con la sconfitta per 5-0 ad opera della Francia che causò l'eliminazione ai gironi. L'accesso al campionato del mondo 1986 fu conquistato battendo i Paesi Bassi allo spareggio, con la regola dei gol in trasferta: vinta l'andata in casa per 1-0, al ritorno i belgi persero 2-1 qualificandosi per la rete segnata a Rotterdam. Nella fase finale, il gruppo fu superato risultando una delle migliori terze. La parte a eliminazione diretta vide i diavoli rossi sconfiggere prima l'Unione Sovietica (4-3) e poi la Spagna, messa k.o. ai rigori. In semifinale, una doppietta di Maradona sbarrò la strada della finalissima: la Francia si impose per 4-2 nella gara di consolazione, lasciando al Belgio la quarta piazza.

### 1990-2002: il declino
Quattro anni dopo, in Italia, la formazione si arrese negli ottavi all'Inghilterra: un gol di Platt (ad un minuto dai rigori) spezzò le speranze dei tifosi, che avevano già assistito alla traversa colpita da Ceulemans ed al palo centrato da Scifo. Anche a Stati Uniti 1994 la squadra raggiunse il medesimo turno, battuta stavolta dalla Germania.
Il campionato del mondo 1998 riservò un'eliminazione al primo turno, con 3 pareggi in altrettante gare (0-0 contro Paesi Bassi, 2-2 contro il Messico e 1-1 contro la Corea del Sud) e la mera consolazione dell'essere rimasti imbattuti. Nell'agosto 1999, dopo una sconfitta interna (3-4) contro la Finlandia, il ct Georges Leekens, il cui posto era sempre più a rischio a causa di frizioni con alcuni giocatori quali Vincenzo Scifo, viene esonerato. Gli subentrò Robert Waseige.
Il campionato d'Europa del 2000 fu giocato in casa, con l'organizzazione congiunta assieme agli olandesi e il grande entusiasmo del pubblico, alimentato dalle convincenti prestazioni della squadra in preparazione al torneo. L'esordio nel torneo coincise con la vittoria (2-1) contro la Svezia, poi arrivò una sconfitta (2-0) contro l'Italia. Nell'ultima e decisiva partita, contro la Turchia, i belgi concessero un gol sul finire della prima frazione di gioco, su evidente errore del portiere Filip De Wilde, per poi subire nella ripresa il secondo gol. Pertanto neanche in questo caso la formazione superò i gironi, prima nazionale di un paese ospitante l'europeo a incappare nell'eliminazione al primo turno.
Il Belgio fu poi impegnato nelle eliminatorie del campionato del mondo 2002, in cui fece registrare, nella terza partita, la seconda vittoria più larga della propria storia (10-1 contro San Marino). Il primo posto sfuggì all'ultima giornata, a causa della sconfitta di misura (1-0) sul campo della Croazia, ma la seconda piazza nel girone valse l'approdo agli spareggi, dove i diavoli rossi ebbero la meglio sulla Rep. Ceca, imponendosi sia in casa sia in trasferta con il medesimo punteggio di 1-0. Al mondiale nippo-coreano pareggiarono contro Giappone (2-2) e Tunisia (1-1), per poi qualificarsi agli ottavi grazie alla vittoria (3-2) contro la Russia. Il Brasile batté quindi per 2-0 la squadra belga, che nel primo tempo si era visto ingiustamente annullare un gol regolare del capitano Wilmots sullo 0-0.
Ebbe così inizio un periodo fallimentare per i belgi, che nel decennio successivo non presero parte ad alcuna manifestazione. I frequenti avvicendamenti alla guida, inoltre, portarono lo stesso Wilmots a sedersi sulla panchina dei diavoli rossi nel 2012.

### 2014-2022: gli anni d'oro dei diavoli rossi tra alti e bassi

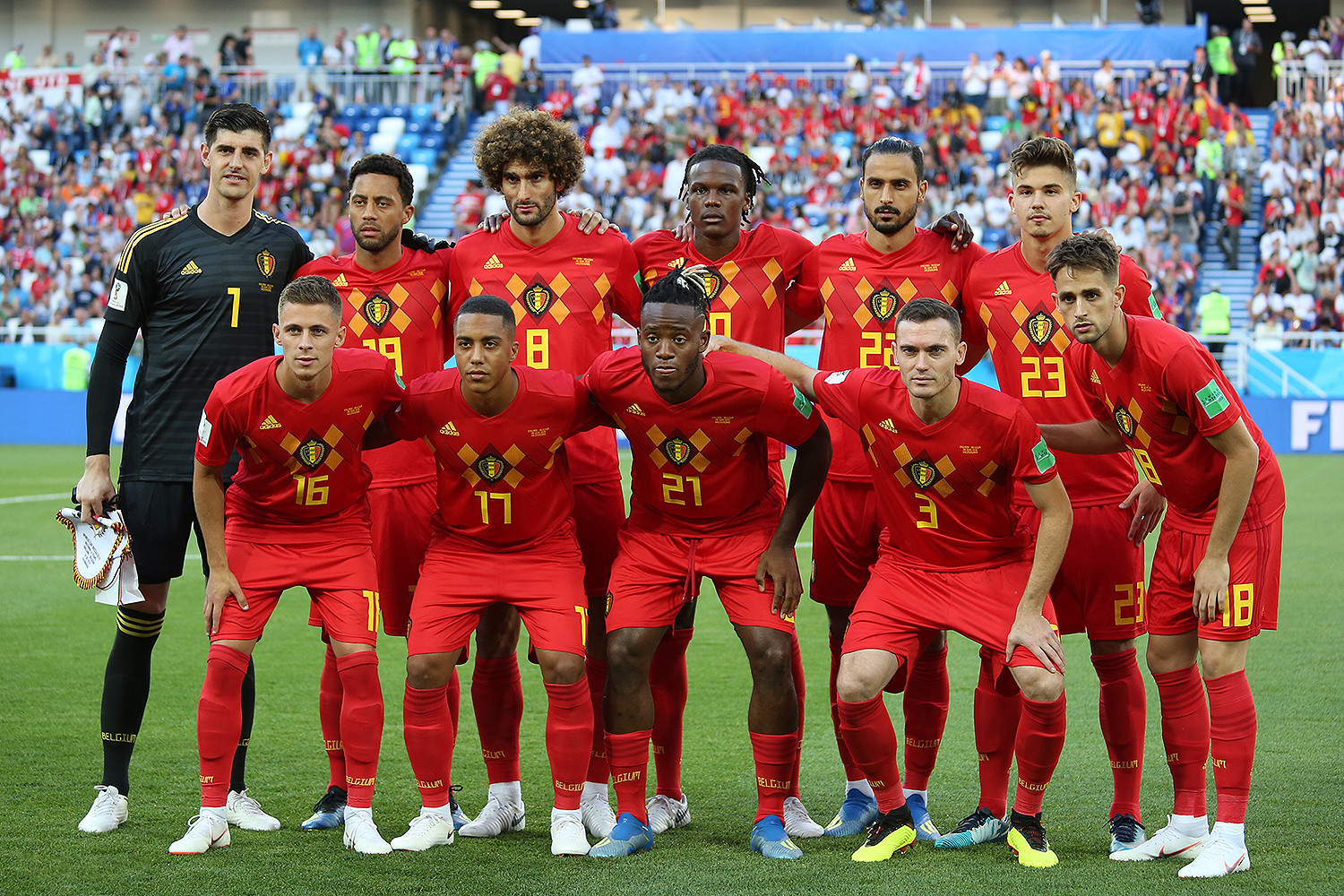
Una formazione del Belgio al, chiuso al terzo posto.

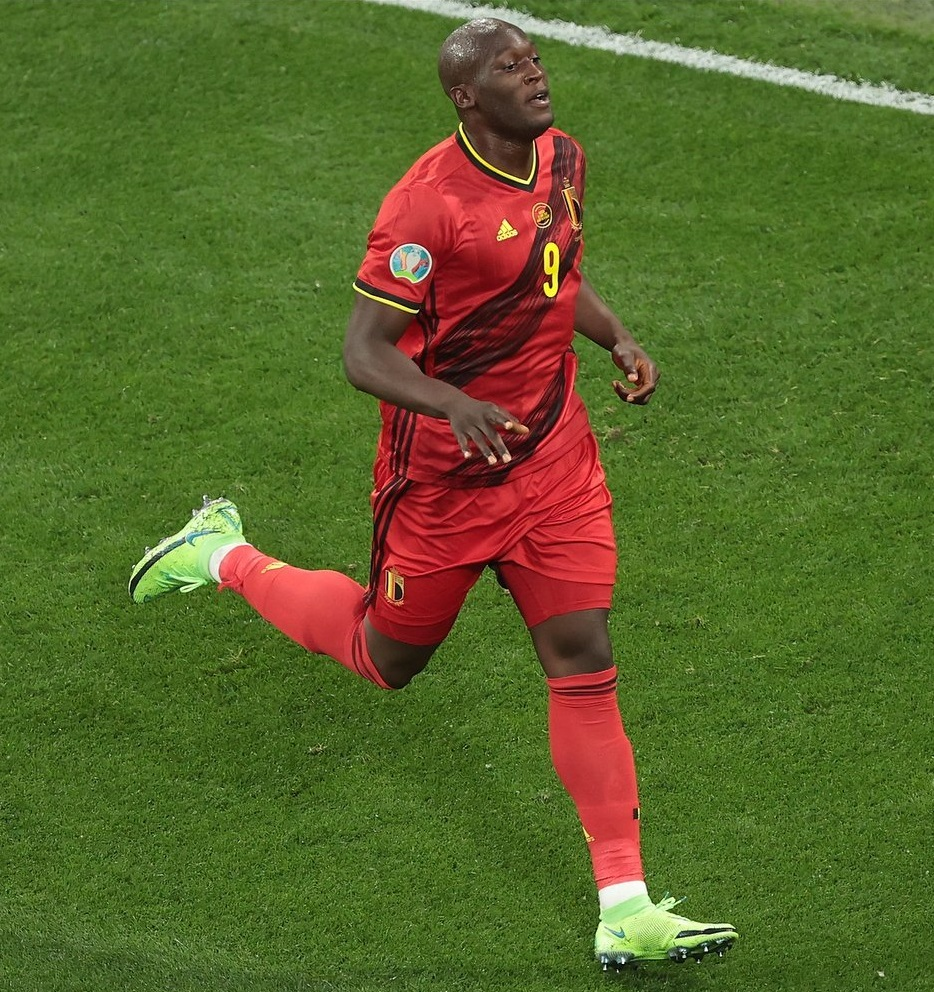
Romelu Lukaku, miglior cannoniere nella storia della nazionale belga, esulta per il gol segnato contro la Russia nella fase a gironi del campionato d'Europa 2020.

Allenato dal suo ex capitano, il Belgio si qualificò al campionato del mondo 2014 con 8 vittorie e 2 pareggi in 10 partite. Il sorteggio della fase finale, che la squadra tornò a disputare dopo 12 anni, propose coincidenze con l'ultima partecipazione: i belgi capitarono nello stesso gruppo di Russia e Corea del Sud, con una formazione nordafricana a completare il quadro (l'Algeria, "sostituta" della vicina Tunisia). Accolto come possibile «outsider», il Belgio esordì con un 2-1 contro le Volpi: le successive vittorie, entrambe per 1-0, contro i russi e gli asiatici valsero il primato a punteggio pieno. Agli ottavi di finale si registrò la quarta affermazione consecutiva, ai danni degli Stati Uniti; la corsa terminò nei quarti, dove l'Argentina vinse con una rete di Higuaín.
Una rosa di buona qualità, capace di abbinare giovani come Lukaku, Hazard, De Bruyne e Courtois ad elementi più esperti quali Nainggolan e Mertens, e i positivi risultati conseguiti permisero - nel novembre 2015 - al Belgio di occupare, a sorpresa, il primo posto del ranking FIFA. Le aspettative furono però tradite all'europeo del 2016, in cui la squadra debuttò perdendo con l'Italia. Dopo aver sconfitto l'Irlanda e la Svezia, il Belgio si qualificò per il turno successivo insieme all'Italia, che, a pari punti con i belgi, superò il turno come prima in graduatoria per l'esito favorevole dello scontro diretto. L'undici di Wilmots batté l'Ungheria per 4-0 agli ottavi, ma cadde a sorpresa contro il Galles guidato da Gareth Bale ai quarti. L'eliminazione suscitò polemiche, portando all'esonero di Wilmots. Al suo posto fu chiamato lo spagnolo Roberto Martínez. Sotto la sua guida i diavoli rossi risultarono la prima compagine europea a qualificarsi per il campionato del mondo del 2018.

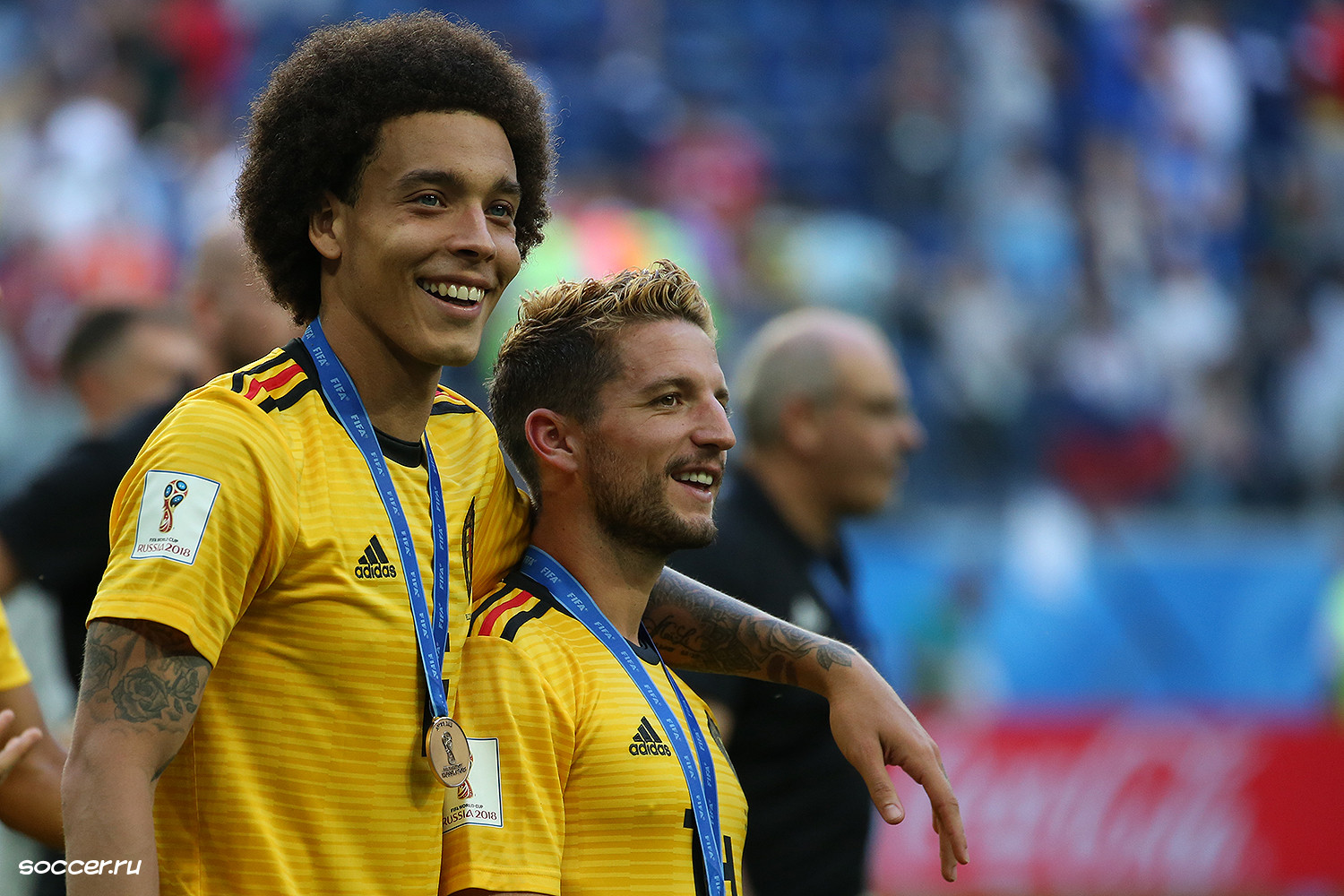
Axel Witsel e Dries Mertens con il bronzo mondiale conquistato nel 2018

Anche in quest'edizione della rassegna iridata il Belgio vinse a punteggio pieno il proprio girone: sconfisse per 3-0 Panama, per 5-2 la Tunisia e per 1-0 l'Inghilterra, qualificandosi come primo classificato nel girone (secondi gli inglesi). Agli ottavi di finale si rese protagonista di una rimonta sul Giappone, vincendo per 3-2 dopo essere stato in svantaggio di due reti sino a venti minuti dalla fine; ai quarti toccò al superfavorito Brasile di Neymar arrendersi contro i belgi per 2-1. I diavoli rossi capitolarono quindi contro la Francia in semifinale (1-0), ma un'ulteriore affermazione a scapito degli inglesi (2-0) nella finale di consolazione valse uno storico terzo posto. Fu così migliorato il quarto posto centrato nel 1986, battendo peraltro il record di marcatori: in 7 partite, sono infatti 10 i calciatori andati a segno.
Grazie all'ottima partenza nel girone di Lega A UEFA Nations League 2018-2019 (vittoria per 0-3 in casa dell'Islanda), nel settembre 2018 il Belgio si issò nuovamente, dopo quasi tre anni, al primo posto della classifica mondiale della FIFA, in coabitazione con la Francia. Per la prima volta due nazionali occuparono contemporaneamente la vetta della classifica. Il successo per 2-1 in casa contro la Svizzera nella seconda giornata di Nations League consentì ai belgi di staccare i francesi di un punto, divenendo a ottobre 2018 il nuovo leader solitario del ranking FIFA. La qualificazione alla final four del torneo svanì tuttavia a novembre: non bastò il successo per 2-0 in casa contro l'Islanda, perché nella gara conclusiva, a Lucerna, la Svizzera si impose per 5-2, soffiando ai belgi il primo posto nel raggruppamento di UEFA Nations League.
Il Belgio fu la prima nazionale a qualificarsi al campionato d'Europa 2020, centrando l'obiettivo già alla settima giornata, grazie al 9-0 in casa contro San Marino (eguagliata per la terza volta la vittoria più larga nella storia dei diavoli rossi). Chiuse poi il girone con 10 vittorie in altrettante partite, settima europea a compiere tale impresa, facendo registrare il maggior numero di gol segnati (40) e il minor numero di gol subiti (3) tra tutti i gironi eliminatori. Nella fase finale, disputata nel 2021, la selezione belga vinse le tre partite del girone, contro Russia (3-0), Danimarca (2-1) e Finlandia (2-0), chiudendo al primo posto il raggruppamento. Agli ottavi di finale ebbe ragione dei campioni d'Europa in carica del Portogallo, superati di misura 1-0, per poi essere eliminata per 1-2 ai quarti di finale dall'Italia di Roberto Mancini, futura vincitrice della manifestazione.
I diavoli rossi si qualificarono con autorevolezza alla final four della UEFA Nations League 2020-2021, cogliendo cinque vittorie e subendo una sola sconfitta nel girone, risultati che valsero alla compagine di Martínez il primo posto, a cinque punti di distanza da Danimarca e Inghilterra. Nella semifinale del torneo, i belgi, pur chiudendo il primo tempo in vantaggio di due reti, persero per 2-3 contro la Francia, venendo eliminati, per poi uscire sconfitti per 2-1 nella finale per il terzo posto a Torino contro l'Italia. Un mese dopo la bruciante eliminazione con la Francia, il commissario tecnico Roberto Martínez condusse i suoi alla qualificazione al campionato del mondo 2022, in cui il Belgio vinse il proprio girone da imbattuto. La successiva UEFA Nations League 2022-2023 vide, invece, i belgi chiudere il proprio girone di Lega A al secondo posto, avendo perso l'ultimo decisivo incontro con i Paesi Bassi, qualificatasi alla final four della competizione a scapito dei diavoli rossi.
Il sorteggio della fase finale del campionato del mondo 2022 riservò al Belgio un girone comprendente la Croazia vice-campione del mondo in carica, il Marocco e il Canada. Vinta la partita contro i canadesi, la squadra fu sconfitta a sorpresa per 2-0 dagli africani; costretto a vincere per ottenere l'accesso agli ottavi di finale, il Belgio non riuscì a sbloccare il risultato nella terza partita della fase a gironi contro la Croazia, venendo così clamorosamente eliminato dalla rassegna al primo turno. Per i Diavoli rossi, terzi nel mondiale precedente e tra i favoriti alla vittoria di questo, la spedizione qatariota si rivela un totale fallimento e segna, inoltre, la fine dell’era Martínez in panchina e di quella che è stata forse la miglior generazione calcistica belga.

### Un difficile ricambio generazionale (2023-)
Conclusa la gestione di Martínez, fu ingaggiato l'italo-tedesco Domenico Tedesco, che condusse la squadra ad un'autorevole qualificazione al campionato d'Europa 2024 con sei vittorie e due pareggi in otto partite. Sovvertendo ogni pronostico della vigilia, all'esordio nel torneo il Belgio subì, tuttavia, un'inattesa sconfitta per 0-1 contro la Slovacchia, cui fecero seguito la vittoria per 2-0 sulla Romania e un pareggio a reti bianche con l'Ucraina; proprio quest'ultimo risultato bastò a ottenere il secondo posto del girone alle spalle dei rumeni per un minore numero di gol segnati, avendo tutte le squadre del girone concluso il raggruppamento con 4 punti. Il cammino dei diavoli rossi s'interruppe, però, già agli ottavi contro la Francia, vittoriosa per 1-0 tramite un autogol del veterano Vertonghen, alla sua ultima presenza in nazionale.
Nella UEFA Nations League 2024-2025 i belgi, inseriti nel complicato girone di Lega A con Francia, Italia e Israele, delusero le aspettative, ottenendo solo una vittoria (3-1) contro gli israeliani e un pari e subendo quattro sconfitte, tra cui quella all'ultima giornata (1-0) contro gli stessi israeliani, che conclusero il raggruppamento a pari punti con i diavoli rossi. A salvare il Belgio dalla retrocessione in Lega B fu solo il computo favorevole dei gol negli scontri diretti rispetto ai meno quotati avversari.

## Colori e simboli
La nazionale belga ha giocato per gran parte della sua storia con una classica divisa composta da maglia rossa (che le è valso il soprannome di diavoli rossi) con inserti gialli e neri, pantaloncini neri e calzettoni gialli o rossi e neri, fortemente ispirati alla bandiera del Belgio. A partire dagli anni 80 però si è scelta una combinazione cromatica differente con una tenuta completamente rossa decorata con motivi stilistici giallo-neri, dalle semplici righe a disegni più elaborati (rombi, onde ecc.)
La seconda divisa oscilla fra divise bianche arricchite dei colori della bandiera nazionale, combinazione più tradizionale, ad altre nere. Il simbolo che recano in petto i calciatori è lo stesso della federazione, uno scudo col tricolore belga con altri dettagli. Prima del 1982, la nazionale belga usò uno scudetto nero con un leone rampante.
Negli anni 70, sotto la guida di Raymond Goethals, la nazionale belga indossò la divisa bianca di trasferta come prima divisa per milgiorare la visibilità della squadra nelle partite notturne, il che valse temporaneamente alla nazionale il soprannome di diavoli bianchi.

### Divise storiche
| 1900-1901 | 1900-1901                                                                           | 1900-1901 | 1900-1901 |
| --- | ----------------------------------------------------------------------------------- | --------- | --------- |
| Casa | Trasferta                                                                           |           |           |
| Manica sinistra · Manica sinistra · Maglietta · Maglietta · Manica destra · Manica destra · Pantaloncini · Calzettoni | Manica sinistra · Maglietta · Maglietta · Manica destra · Pantaloncini · Calzettoni |           |           |
| Nessun fornitore |                                                                                     |           |           |

| Mondiali 1930                                                                                    | Mondiali 1930                                                           | Mondiali 1930 | Mondiali 1930 |
| ------------------------------------------------------------------------------------------------ | ----------------------------------------------------------------------- | ------------- | ------------- |
| Casa                                                                                             | Trasferta                                                               |               |               |
| Manica sinistra · Maglietta · Maglietta · Manica destra · Pantaloncini · Calzettoni · Calzettoni | Manica sinistra · Maglietta · Manica destra · Pantaloncini · Calzettoni |               |               |
| Nessun fornitore                                                                                 |                                                                         |               |               |

| Mondiali 1934 | Mondiali 1934                                                           | Mondiali 1934 | Mondiali 1934 |
| --- | ----------------------------------------------------------------------- | ------------- | ------------- |
| Casa | Trasferta                                                               |               |               |
| Manica sinistra · Manica sinistra · Maglietta · Maglietta · Manica destra · Manica destra · Pantaloncini · Calzettoni · Calzettoni | Manica sinistra · Maglietta · Manica destra · Pantaloncini · Calzettoni |               |               |
| Nessun fornitore |                                                                         |               |               |

| Mondiali 1938 | Mondiali 1938                                                           | Mondiali 1938 | Mondiali 1938 |
| --- | ----------------------------------------------------------------------- | ------------- | ------------- |
| Casa | Trasferta                                                               |               |               |
| Manica sinistra · Manica sinistra · Maglietta · Maglietta · Manica destra · Manica destra · Pantaloncini · Calzettoni · Calzettoni | Manica sinistra · Maglietta · Manica destra · Pantaloncini · Calzettoni |               |               |
| Nessun fornitore |                                                                         |               |               |

| Mondiali 1954 | Mondiali 1954                                                           | Mondiali 1954 | Mondiali 1954 |
| --- | ----------------------------------------------------------------------- | ------------- | ------------- |
| Casa | Trasferta                                                               |               |               |
| Manica sinistra · Manica sinistra · Maglietta · Maglietta · Manica destra · Manica destra · Pantaloncini · Calzettoni · Calzettoni | Manica sinistra · Maglietta · Manica destra · Pantaloncini · Calzettoni |               |               |
| Nessun fornitore |                                                                         |               |               |

| Mondiali 1970 | Mondiali 1970 | Mondiali 1970 | Mondiali 1970 |
| --- | --- | ------------- | ------------- |
| Casa | Trasferta |               |               |
| Manica sinistra · Manica sinistra · Maglietta · Maglietta · Manica destra · Manica destra · Pantaloncini · Calzettoni · Calzettoni | Manica sinistra · Manica sinistra · Maglietta · Maglietta · Manica destra · Manica destra · Pantaloncini · Calzettoni · Calzettoni |               |               |
| Umbro | |               |               |

| Europei 1972 | Europei 1972 | Europei 1972 | Europei 1972 |
| --- | --- | ------------ | ------------ |
| Casa | Trasferta |              |              |
| Manica sinistra · Manica sinistra · Maglietta · Maglietta · Manica destra · Manica destra · Pantaloncini · Calzettoni · Calzettoni | Manica sinistra · Manica sinistra · Maglietta · Maglietta · Manica destra · Manica destra · Pantaloncini · Calzettoni · Calzettoni |              |              |
| Umbro | |              |              |

| Europei 1980 | Europei 1980 | Europei 1980 | Europei 1980 |
| --- | --- | ------------ | ------------ |
| Casa | Trasferta |              |              |
| Manica sinistra · Manica sinistra · Maglietta · Maglietta · Manica destra · Manica destra · Pantaloncini · Pantaloncini · Calzettoni · Calzettoni | Manica sinistra · Manica sinistra · Maglietta · Maglietta · Manica destra · Manica destra · Pantaloncini · Pantaloncini · Calzettoni |              |              |
| adidas | |              |              |

| Mondiali 1982 | Mondiali 1982 | Mondiali 1982 | Mondiali 1982 |
| --- | --- | ------------- | ------------- |
| Casa | Trasferta |               |               |
| Manica sinistra · Manica sinistra · Maglietta · Maglietta · Manica destra · Manica destra · Pantaloncini · Pantaloncini · Calzettoni · Calzettoni | Manica sinistra · Manica sinistra · Maglietta · Maglietta · Manica destra · Manica destra · Pantaloncini · Pantaloncini · Calzettoni · Calzettoni |               |               |
| Admiral | |               |               |

| Europei 1984 | Europei 1984 | Europei 1984 | Europei 1984 |
| --- | --- | ------------ | ------------ |
| Casa | Trasferta |              |              |
| Manica sinistra · Maglietta · Maglietta · Manica destra · Pantaloncini · Pantaloncini · Calzettoni · Calzettoni | Manica sinistra · Maglietta · Maglietta · Manica destra · Pantaloncini · Pantaloncini · Calzettoni · Calzettoni |              |              |
| adidas | |              |              |

| Mondiali 1986 | Mondiali 1986 | Mondiali 1986 | Mondiali 1986 |
| --- | --- | ------------- | ------------- |
| Casa | Trasferta |               |               |
| Manica sinistra · Manica sinistra · Maglietta · Maglietta · Manica destra · Manica destra · Pantaloncini · Pantaloncini · Calzettoni · Calzettoni | Manica sinistra · Manica sinistra · Maglietta · Maglietta · Manica destra · Manica destra · Pantaloncini · Pantaloncini · Calzettoni |               |               |
| adidas | |               |               |

| Mondiali 1990 | Mondiali 1990 | Mondiali 1990 | Mondiali 1990 |
| --- | --- | ------------- | ------------- |
| Casa | Trasferta |               |               |
| Manica sinistra · Manica sinistra · Maglietta · Maglietta · Manica destra · Manica destra · Pantaloncini · Pantaloncini · Calzettoni · Calzettoni | Manica sinistra · Manica sinistra · Maglietta · Maglietta · Manica destra · Manica destra · Pantaloncini · Pantaloncini · Calzettoni |               |               |
| adidas | |               |               |

| Mondiali 1994 | Mondiali 1994 | Mondiali 1994 | Mondiali 1994 |
| --- | --- | ------------- | ------------- |
| Casa | Trasferta |               |               |
| Manica sinistra · Manica sinistra · Maglietta · Maglietta · Manica destra · Manica destra · Pantaloncini · Calzettoni · Calzettoni | Manica sinistra · Manica sinistra · Maglietta · Maglietta · Manica destra · Manica destra · Pantaloncini · Calzettoni · Calzettoni |               |               |
| Diadora | |               |               |

| Mondiali 1998 | Mondiali 1998 | Mondiali 1998 | Mondiali 1998 |
| --- | --- | ------------- | ------------- |
| Casa | Trasferta |               |               |
| Manica sinistra · Manica sinistra · Maglietta · Maglietta · Manica destra · Manica destra · Pantaloncini · Pantaloncini · Calzettoni · Calzettoni | Manica sinistra · Manica sinistra · Maglietta · Maglietta · Manica destra · Manica destra · Pantaloncini · Pantaloncini · Calzettoni · Calzettoni |               |               |
| Diadora | |               |               |

| Europei 2000 | Europei 2000                                                                                       | Europei 2000 | Europei 2000 |
| --- | -------------------------------------------------------------------------------------------------- | ------------ | ------------ |
| Casa | Trasferta                                                                                          |              |              |
| Manica sinistra · Maglietta · Maglietta · Manica destra · Pantaloncini · Pantaloncini · Calzettoni · Calzettoni | Manica sinistra · Maglietta · Maglietta · Manica destra · Pantaloncini · Pantaloncini · Calzettoni |              |              |
| Nike | |              |              |

| Mondiali 2002 | Mondiali 2002 | Mondiali 2002 | Mondiali 2002 |
| --- | --- | ------------- | ------------- |
| Casa | Trasferta |               |               |
| Manica sinistra · Manica sinistra · Maglietta · Maglietta · Manica destra · Manica destra · Pantaloncini · Pantaloncini · Calzettoni | Manica sinistra · Manica sinistra · Maglietta · Maglietta · Manica destra · Manica destra · Pantaloncini · Pantaloncini · Calzettoni |               |               |
| Nike | |               |               |

| 2004-2006 | 2004-2006 | 2004-2006 | 2004-2006 |
| --- | --- | --------- | --------- |
| Casa | Trasferta |           |           |
| Manica sinistra · Manica sinistra · Maglietta · Maglietta · Manica destra · Manica destra · Pantaloncini · Pantaloncini · Calzettoni · Calzettoni | Manica sinistra · Manica sinistra · Maglietta · Maglietta · Manica destra · Manica destra · Pantaloncini · Pantaloncini · Calzettoni · Calzettoni |           |           |
| Nike | |           |           |

| 2010                                                                                | 2010                                                                                | 2010 | 2010 |
| ----------------------------------------------------------------------------------- | ----------------------------------------------------------------------------------- | ---- | ---- |
| Casa                                                                                | Trasferta                                                                           |      |      |
| Manica sinistra · Maglietta · Maglietta · Manica destra · Pantaloncini · Calzettoni | Manica sinistra · Maglietta · Maglietta · Manica destra · Pantaloncini · Calzettoni |      |      |
| BURRDA                                                                              |                                                                                     |      |      |

| 2011-2012 | 2011-2012 | 2011-2012 | 2011-2012 |
| --- | --- | --------- | --------- |
| Casa | Trasferta |           |           |
| Manica sinistra · Manica sinistra · Maglietta · Maglietta · Manica destra · Manica destra · Pantaloncini · Calzettoni | Manica sinistra · Manica sinistra · Maglietta · Maglietta · Manica destra · Manica destra · Pantaloncini · Calzettoni |           |           |
| BURRDA | |           |           |

| 2012-2013 | 2012-2013 | 2012-2013 | 2012-2013 |
| --- | --- | --------- | --------- |
| Casa | Trasferta |           |           |
| Manica sinistra · Manica sinistra · Maglietta · Maglietta · Manica destra · Manica destra · Pantaloncini · Pantaloncini · Calzettoni | Manica sinistra · Manica sinistra · Maglietta · Maglietta · Manica destra · Manica destra · Pantaloncini · Calzettoni |           |           |
| BURRDA | |           |           |

| Mondiali 2014 | Mondiali 2014 | Mondiali 2014 | Mondiali 2014 |
| --- | --- | ------------- | ------------- |
| Casa | Trasferta |               |               |
| Manica sinistra · Manica sinistra · Maglietta · Maglietta · Manica destra · Manica destra · Pantaloncini · Pantaloncini · Calzettoni · Calzettoni | Manica sinistra · Manica sinistra · Maglietta · Maglietta · Manica destra · Manica destra · Pantaloncini · Pantaloncini · Calzettoni |               |               |
| BURRDA | |               |               |

| 2014-2015 | 2014-2015 | 2014-2015 | 2014-2015 |
| --- | --- | --------- | --------- |
| Casa | Trasferta |           |           |
| Manica sinistra · Manica sinistra · Maglietta · Maglietta · Manica destra · Manica destra · Pantaloncini · Pantaloncini · Calzettoni · Calzettoni | Manica sinistra · Manica sinistra · Maglietta · Maglietta · Manica destra · Manica destra · Pantaloncini · Pantaloncini · Calzettoni · Calzettoni |           |           |
| adidas | |           |           |

| Europei 2016 | Europei 2016 | Europei 2016 | Europei 2016 |
| --- | --- | ------------ | ------------ |
| Casa | Trasferta |              |              |
| Manica sinistra · Manica sinistra · Maglietta · Maglietta · Manica destra · Manica destra · Pantaloncini · Pantaloncini · Calzettoni · Calzettoni | Manica sinistra · Manica sinistra · Maglietta · Maglietta · Manica destra · Manica destra · Pantaloncini · Calzettoni · Calzettoni |              |              |
| adidas | |              |              |

| Mondiali 2018                                                                                                   | Mondiali 2018 | Mondiali 2018 | Mondiali 2018 |
| --- | --- | ------------- | ------------- |
| Casa | Trasferta |               |               |
| Manica sinistra · Maglietta · Maglietta · Manica destra · Pantaloncini · Pantaloncini · Calzettoni · Calzettoni | Manica sinistra · Manica sinistra · Maglietta · Maglietta · Manica destra · Manica destra · Pantaloncini · Pantaloncini · Calzettoni · Calzettoni |               |               |
| adidas | |               |               |

| Euro 2020 | Euro 2020 | Euro 2020 | Euro 2020 |
| --- | --- | --------- | --------- |
| Casa | Trasferta |           |           |
| Manica sinistra · Manica sinistra · Maglietta · Maglietta · Manica destra · Manica destra · Pantaloncini · Pantaloncini · Calzettoni · Calzettoni | Manica sinistra · Manica sinistra · Maglietta · Maglietta · Manica destra · Manica destra · Pantaloncini · Pantaloncini · Calzettoni · Calzettoni |           |           |
| adidas | |           |           |

| Mondiali 2022 | Mondiali 2022 | Mondiali 2022 | Mondiali 2022 |
| --- | --- | ------------- | ------------- |
| Casa | Trasferta |               |               |
| Manica sinistra · Manica sinistra · Maglietta · Maglietta · Manica destra · Manica destra · Pantaloncini · Pantaloncini · Calzettoni · Calzettoni | Manica sinistra · Manica sinistra · Maglietta · Maglietta · Manica destra · Manica destra · Pantaloncini · Pantaloncini · Calzettoni · Calzettoni |               |               |
| adidas | |               |               |

## Confronti con le altre nazionali
Questi sono i saldi del Belgio nei confronti delle nazionali con cui sono stati disputati almeno 10 incontri.

### Saldo positivo
| Nazionale   | Giocate | Vinte | Pareggiate | Perse | Reti Fatte | Reti Subite | Differenza | Ultima vittoria   | Ultimo pari      | Ultima sconfitta |
| ----------- | ------- | ----- | ---------- | ----- | ---------- | ----------- | ---------- | ----------------- | ---------------- | ---------------- |
| Francia     | 78      | 30    | 19         | 29    | 163        | 136         | +27        | 7 giugno 2015     | 14 agosto 2013   | 14 ottobre 2024  |
| Svizzera    | 30      | 15    | 6          | 9     | 57         | 45          | +12        | 11 novembre 2020  | 11 ottobre 1989  | 18 novembre 2018 |
| Polonia     | 21      | 8     | 6          | 7     | 27         | 27          | 0          | 14 giugno 2022    | 21 agosto 2002   | 17 novembre 2007 |
| Scozia      | 20      | 13    | 3          | 4     | 41         | 21          | +20        | 9 settembre 2019  | 24 marzo 2001    | 14 ottobre 1987  |
| Lussemburgo | 19      | 15    | 3          | 1     | 60         | 11          | +49        | 8 giugno 2024     | 19 novembre 2008 | 13 maggio 1945   |
| Irlanda     | 17      | 6     | 7          | 4     | 30         | 26          | +4         | 18 giugno 2016    | 23 marzo 2024    | 25 maggio 1966   |
| Galles      | 17      | 7     | 5          | 5     | 24         | 24          | 0          | 22 settembre 2022 | 11 giugno 2022   | 1º luglio 2016   |
| Svezia      | 17      | 9     | 3          | 5     | 27         | 31          | -4         | 24 marzo 2023     | 16 ottobre 2023  | 4 ottobre 1961   |
| Danimarca   | 16      | 7     | 3          | 6     | 29         | 26          | +3         | 17 giugno 2021    | 3 giugno 2000    | 6 settembre 1995 |
| Romania     | 13      | 6     | 2          | 5     | 18         | 14          | +4         | 22 giugno 2024    | 22 aprile 1998   | 14 novembre 2012 |
| Cipro       | 13      | 12    | 1          | 0     | 34         | 4           | +30        | 19 novembre 2019  | 15 novembre 1995 | -                |
| Ungheria    | 13      | 9     | 2          | 2     | 31         | 16          | +15        | 26 giugno 2016    | 6 giugno 1984    | 23 novembre 1958 |
| Islanda     | 13      | 13    | 0          | 0     | 44         | 8           | +36        | 14 ottobre 2020   | -                | -                |
| Estonia     | 10      | 9     | 0          | 1     | 32         | 8           | +24        | 12 settembre 2023 | -                | 14 ottobre 2009  |

### Saldo neutro
| Nazionale  | Giocate | Vinte | Pareggiate | Perse | Reti Fatte | Reti Subite | Differenza | Ultima vittoria  | Ultimo pari    | Ultima sconfitta |
| ---------- | ------- | ----- | ---------- | ----- | ---------- | ----------- | ---------- | ---------------- | -------------- | ---------------- |
| Portogallo | 19      | 6     | 7          | 6     | 23         | 21          | +2         | 27 giugno 2021   | 2 giugno 2018  | 29 marzo 2016    |
| Bulgaria   | 14      | 6     | 2          | 6     | 23         | 20          | +3         | 19 maggio 2010   | 7 giugno 2003  | 7 settembre 2002 |
| Finlandia  | 12      | 4     | 4          | 4     | 22         | 19          | +3         | 21 giugno 2021   | 1º giugno 2016 | 11 agosto 2010   |
| Turchia    | 11      | 3     | 5          | 3     | 18         | 17          | +1         | 10 ottobre 2009  | 3 giugno 2011  | 7 settembre 2010 |
| Grecia     | 10      | 3     | 4          | 3     | 11         | 10          | +1         | 3 settembre 2017 | 3 giugno 2021  | 27 marzo 2002    |

### Saldo negativo
| Nazionale      | Giocate | Vinte | Pareggiate | Perse | Reti Fatte | Reti Subite | Differenza | Ultima vittoria  | Ultimo pari       | Ultima sconfitta  |
| -------------- | ------- | ----- | ---------- | ----- | ---------- | ----------- | ---------- | ---------------- | ----------------- | ----------------- |
| Paesi Bassi    | 129     | 41    | 31         | 57    | 220        | 281         | -60        | 15 agosto 2012   | 16 ottobre 2018   | 25 settembre 2022 |
| Inghilterra    | 26      | 4     | 6          | 16    | 33         | 74          | -41        | 15 novembre 2020 | 26 marzo 2024     | 11 ottobre 2020   |
| Germania       | 26      | 5     | 1          | 20    | 29         | 60          | -31        | 28 marzo 2023    | 22 settembre 1982 | 11 ottobre 2011   |
| Italia         | 26      | 4     | 5          | 17    | 28         | 50          | -22        | 13 novembre 2015 | 10 ottobre 2024   | 14 novembre 2024  |
| Spagna         | 23      | 5     | 6          | 12    | 22         | 46          | -24        | 15 giugno 1980   | 29 marzo 1995     | 1º settembre 2016 |
| Austria        | 16      | 3     | 4          | 9     | 22         | 44          | -22        | 13 ottobre 2023  | 17 giugno 2023    | 14 giugno 1959    |
| Jugoslavia     | 11      | 4     | 2          | 5     | 15         | 17          | -2         | 27 maggio 1989   | 29 maggio 1938    | 19 maggio 1986    |
| Cecoslovacchia | 10      | 3     | 2          | 5     | 13         | 20          | -7         | 2 settembre 1992 | 17 novembre 1993  | 25 settembre 1955 |

NB: La partita viene indicata come un pareggio quando finisce ai tiri di rigore.

## Palmarès
- Torneo Olimpico: 1

Anversa 1920

## Partecipazioni ai tornei internazionali
Legenda: Grassetto: Risultato migliore, Corsivo: Mancate partecipazioni

## Statistiche dettagliate sui tornei internazionali

### Mondiali
| Anno | Luogo                    | Piazzamento      | V | N | P | Gol   |
| ---- | ------------------------ | ---------------- | - | - | - | ----- |
| 1930 | Uruguay                  | Primo turno      | 0 | 0 | 2 | 0:4   |
| 1934 | Italia                   | Ottavi di finale | 0 | 0 | 1 | 2:5   |
| 1938 | Francia                  | Ottavi di finale | 0 | 0 | 1 | 1:3   |
| 1950 | Brasile                  | Ritirato         | - | - | - | -     |
| 1954 | Svizzera                 | Primo turno      | 0 | 1 | 1 | 5:8   |
| 1958 | Svezia                   | Non qualificata  | - | - | - | -     |
| 1962 | Cile                     | Non qualificata  | - | - | - | -     |
| 1966 | Inghilterra              | Non qualificata  | - | - | - | -     |
| 1970 | Messico                  | Primo turno      | 1 | 0 | 2 | 4:5   |
| 1974 | Germania Ovest           | Non qualificata  | - | - | - | -     |
| 1978 | Argentina                | Non qualificata  | - | - | - | -     |
| 1982 | Spagna                   | Secondo turno    | 2 | 1 | 2 | 3:5   |
| 1986 | Messico                  | Quarto posto     | 2 | 2 | 3 | 12:15 |
| 1990 | Italia                   | Ottavi di finale | 2 | 0 | 2 | 6:4   |
| 1994 | Stati Uniti              | Ottavi di finale | 2 | 0 | 2 | 4:4   |
| 1998 | Francia                  | Primo turno      | 0 | 3 | 0 | 3:3   |
| 2002 | Corea del Sud / Giappone | Ottavi di finale | 1 | 2 | 1 | 6:7   |
| 2006 | Germania                 | Non qualificata  | - | - | - | -     |
| 2010 | Sudafrica                | Non qualificata  | - | - | - | -     |
| 2014 | Brasile                  | Quarti di finale | 4 | 0 | 1 | 6:3   |
| 2018 | Russia                   | Terzo posto      | 6 | 0 | 1 | 16:6  |
| 2022 | Qatar                    | Primo turno      | 1 | 1 | 1 | 1:2   |

### Europei
| Anno | Luogo                | Piazzamento      | V | N | P | Gol |
| ---- | -------------------- | ---------------- | - | - | - | --- |
| 1960 | Francia              | Non partecipante | - | - | - | -   |
| 1964 | Spagna               | Non qualificata  | - | - | - | -   |
| 1968 | Italia               | Non qualificata  | - | - | - | -   |
| 1972 | Belgio               | Terzo posto      | 1 | 0 | 1 | 3:3 |
| 1976 | Jugoslavia           | Non qualificata  | - | - | - | -   |
| 1980 | Italia               | Secondo posto    | 1 | 2 | 1 | 4:4 |
| 1984 | Francia              | Primo turno      | 1 | 0 | 2 | 4:8 |
| 1988 | Germania Ovest       | Non qualificata  | - | - | - | -   |
| 1992 | Svezia               | Non qualificata  | - | - | - | -   |
| 1996 | Inghilterra          | Non qualificata  | - | - | - | -   |
| 2000 | Belgio / Paesi Bassi | Primo turno      | 1 | 0 | 2 | 2:5 |
| 2004 | Portogallo           | Non qualificata  | - | - | - | -   |
| 2008 | Austria / Svizzera   | Non qualificata  | - | - | - | -   |
| 2012 | Polonia / Ucraina    | Non qualificata  | - | - | - | -   |
| 2016 | Francia              | Quarti di finale | 3 | 0 | 2 | 9:5 |
| 2020 | Europa               | Quarti di finale | 4 | 0 | 1 | 9:3 |
| 2024 | Germania             | Ottavi di finale | 1 | 1 | 2 | 2:2 |

### Nations League
| Anno      | Luogo       | Piazzamento  | V | N | P | Gol   |
| --------- | ----------- | ------------ | - | - | - | ----- |
| 2018-2019 | Portogallo  | 5° in Lega A | 3 | 0 | 1 | 9:6   |
| 2020-2021 | Italia      | Quarto posto | 5 | 0 | 3 | 19:11 |
| 2022-2023 | Paesi Bassi | 7° in Lega A | 3 | 1 | 2 | 11:8  |

### Giochi olimpici
| Anno | Luogo     | Piazzamento      | V | N | P | Gol |
| ---- | --------- | ---------------- | - | - | - | --- |
| 1908 | Londra    | Non partecipante | - | - | - | -   |
| 1912 | Stoccolma | Non partecipante | - | - | - | -   |
| 1920 | Anversa   | Oro              | 3 | 0 | 0 | 8:1 |
| 1924 | Parigi    | Ottavi di finale | 0 | 0 | 1 | 1:8 |
| 1928 | Amsterdam | Quarti di finale | 1 | 0 | 1 | 8:9 |
| 1936 | Berlino   | Non partecipante | - | - | - | -   |
| 1948 | Londra    | Non partecipante | - | - | - | -   |

## Tutte le rose

### Mondiali
Coppa del Mondo FIFA 1930P Badjou, P De Bie, D De Deken, D Hoydonckx, D Nouwens, C Braine, C Chantraine, C De Clercq, C Hellemans, A Adams, A Delbeke, A Diddens, A Moeschal, A Saeys, A Versyp, A Voorhoof, CT: Goetinck
Coppa del Mondo FIFA 1934P Badjou, P Vandeweyer, D Joacim, D Pappaert, D Smellinckx, C Bourgeois, C Claessens, C Hellemans, C Peeraer, C Putmans, C Simons, C Van Ingelgem, C Welkenhuysen, A Brichaut, A Capelle, A Devries, A Grimmonprez, A Heremans, A Lamoot, A Ledent, A Versyp, A Voorhoof, CT: Goetinck
Coppa del Mondo FIFA 1938P Badjou, P Braet, P Vandeweyer, D Gommers, D Paverick, D Petit, D Seys, D Smellinckx, C Dalem, C De Winter, C Henry, C Stijnen, C Van Alphen, A Braine, A Buyle, A Capelle, A Ceuleers, A Fievez, A Isemborghs, A Nelis, A Vanden Wouwer, A Voorhoof, CT: Butler
Coppa del Mondo FIFA 19541 Gernaey, 2 Dries, 3 Van Brandt, 4 Huysmans, 5 Carré, 6 Mees, 7 Vliers, 8 Houf, 9 Coppens, 10 Anoul, 11 Mermans, 12 Geerts, 13 Dirickx, 14 Van Kerckhoven, 15 H. Van den Bosch, 16 P. Van den Bosch, 17 Ausloos, 18 Van der Linden, 19 Backaert, 20 Maertens, 21 Van Steen, 22 Van Hoyweghen, CT: Livingstone
Coppa del Mondo FIFA 19701 Piot, 2 Heylens, 3 Thissen, 4 Dewalque, 5 Jeck, 6 Dockx, 7 Semmeling, 8 Van Moer, 9 Devrindt, 10 Van Himst, 11 Puis, 12 Trappeniers, 13 Beurlet, 14 Martens, 15 Vandendaele, 16 Polleunis, 17 Verheyen, 18 Lambert, 19 Carteus, 20 Peeters, 21 Janssens, 22 Duquesne, CT: Goethals
Coppa del Mondo FIFA 19821 Pfaff, 2 Gerets, 3 L. Millecamps, 4 Meeuws, 5 Renquin, 6 Vercauteren, 7 Vandereycken, 8 Van Moer, 9 Vandenbergh, 10 Coeck, 11 Ceulemans, 12 Custers, 13 Van der Elst, 14 Baecke, 15 De Schrijver, 16 Plessers, 17 Verheyen, 18 Mommens, 19 M. Millecamps, 20 Vandersmissen, 21 Czerniatynski, 22 Munaron, CT: Thys
Coppa del Mondo FIFA 19861 Pfaff, 2 Gerets, 3 F. Van der Elst, 4 De Wolf, 5 Renquin, 6 Vercauteren, 7 Vandereycken, 8 Scifo, 9 Vandenbergh, 10 Desmet, 11 Ceulemans, 12 Munaron, 13 Grün, 14 Cliijsters, 15 L. Van der Elst, 16 Claesen, 17 Mommens, 18 Veyt, 19 Broos, 20 Bodart, 21 Demol, 22 Vervoort, CT: Thys
Coppa del Mondo FIFA 19901 Preud'homme, 2 Gerets, 3 Albert, 4 Clijsters, 5 Versavel, 6 Emmers, 7 Demol, 8 Van der Elst, 9 Degryse, 10 Scifo, 11 Ceulemans, 12 Bodart, 13 Grün, 14 Claesen, 15 De Sart, 16 De Wolf, 17 Plovie, 18 Staelens, 19 Van Der Linden, 20 De Wilde, 21 Wilmots, 22 Vervoort, CT: Thys
Coppa del Mondo FIFA 19941 Preud'homme, 2 Medved, 3 Borkelmans, 4 Albert, 5 Smidts, 6 Staelens, 7 Van der Elst, 8 Nilis, 9 Degryse, 10 Scifo, 11 Czerniatynski, 12 De Wilde, 13 Grün, 14 De Wolf, 15 Emmers, 16 Boffin, 17 Weber, 18 Wilmots, 19 Van Meir, 20 Verlinden, 21 Van Der Heyden, 22 Renier, CT: Van Himst
Coppa del Mondo FIFA 19981 De Wilde, 2 Crasson, 3 Staelens, 4 Vidović, 5 Borkelmans, 6 Van der Elst, 7 Wilmots, 8 Oliveira, 9 M. Mpenza, 10 Nilis, 11 Van Kerckhoven, 12 Vande Walle, 13 Verlinden, 14 Scifo, 15 Clement, 16 De Boeck, 17 Verstraeten, 18 Verheyen, 19 Van Meir, 20 É. Mpenza, 21 Boffin, 22 Deflandre, CT: Leekens
Coppa del Mondo FIFA 20021 De Vlieger, 2 Deflandre, 3 De Boeck, 4 Van Meir, 5 Van Kerckhoven, 6 Simons, 7 Wilmots, 8 Goor, 9 Sonck, 10 Walem, 11 Verheyen, 12 Van Der Heyden, 13 Vandendriessche, 14 Vermant, 15 Peeters, 16 Van Buyten, 17 Englebert, 18 Vanderhaeghe, 19 Thijs, 20 Strupar, 21 Boffin, 22 Mpenza, 23 Herpoel, CT: Waseige
Coppa del Mondo FIFA 20141 Courtois, 2 Alderweireld, 3 Vermaelen, 4 Kompany, 5 Vertonghen, 6 Witsel, 7 De Bruyne, 8 Fellaini, 9 Lukaku, 10 Hazard, 11 Mirallas, 12 Mignolet, 13 Bossut, 14 Mertens, 15 Van Buyten, 16 Defour, 17 Origi, 18 Lombaerts, 19 Dembélé, 20 Januzaj, 21 Vanden Borre, 22 Chadli, 23 Ciman, CT: Wilmots
Coppa del Mondo FIFA 20181 Courtois, 2 Alderweireld, 3 Vermaelen, 4 Kompany, 5 Vertonghen, 6 Witsel, 7 De Bruyne, 8 Fellaini, 9 Lukaku, 10 E. Hazard, 11 Carrasco, 12 Mignolet, 13 Casteels, 14 Mertens, 15 Meunier, 16 T. Hazard, 17 Tielemans, 18 Januzaj, 19 Dembélé, 20 Boyata, 21 Batshuayi, 22 Chadli, 23 Dendoncker, CT: Martínez
Coppa del Mondo FIFA 20221 Courtois, 2 Alderweireld, 3 Theate, 4 Faes, 5 Vertonghen, 6 Witsel, 7 De Bruyne, 8 Tielemans, 9 Lukaku, 10 E. Hazard, 11 Carrasco, 12 Mignolet, 13 Casteels, 14 Mertens, 15 Meunier, 16 T. Hazard, 17 Trossard, 18 Onana, 19 Dendoncker, 20 Vanaken, 21 Castagne, 22 De Ketelaere, 23 Batshuayi, 24 Openda, 25 Doku, 26 Debast, CT: Martínez

### Europei
Campionato d'Europa UEFA 1972P Piot, P Sanders, D Dockx, D Dolmans, D Heylens, D Martens, D Thissen, D Van Binst, C Semmeling, C Thio, C Vandendaele, C Verheyen, A Janssens, A Lambert, A Polleunis, A Teugels, A Van Himst, CT: Goethals
Campionato d’Europa UEFA 19801 Custers, 2 Gerets, 3 L. Millecamps, 4 Meeuws, 5 Renquin, 6 Cools, 7 Vandereycken, 8 Van Moer, 9 Van der Elst, 10 Vandenbergh, 11 Ceulemans, 12 Pfaff, 13 M. Martens, 14 Plessers, 15 Verheyen, 16 M. Millecamps, 17 Mommens, 18 Dardenne, 19 Wellens, 20 Preud’homme, 21 Heyligen, 22 R. Martens, CT: Thys
Campionato d'Europa UEFA 19841 Pfaff, 2 Grün, 3 Lambrichts, 4 Clijsters, 5 De Wolf, 6 Vercauteren, 7 Vandereycken, 8 Claesen, 9 Vandenbergh, 10 Coeck, 11 Ceulemans, 12 Munaron, 13 Baecke, 14 De Greef, 15 Verheyen, 16 Scifo, 17 Voordeckers, 18 Czerniatynski, 19 Mommens, 20 De Coninck, CT: Thys
Campionato d'Europa UEFA 20001 De Wilde, 2 Deflandre, 3 Valgaeren, 4 Staelens, 5 Clement, 6 Vanderhaeghe, 7 Wilmots, 8 Goor, 9 É. Mpenza, 10 Strupar, 11 Verheyen, 12 De Vlieger, 13 Herpoel, 14 Walem, 15 Peeters, 16 Nilis, 17 Léonard, 18 Van Kerckhoven, 19 Van Meir, 20 De Bilde, 21 M. Mpenza, 22 Hendrikx, CT: Waseige
Campionato d'Europa UEFA 20161 Courtois, 2 Alderweireld, 3 Vermaelen, 4 Nainggolan, 5 Vertonghen, 6 Witsel, 7 De Bruyne, 8 Fellaini, 9 R. Lukaku, 10 Hazard, 11 Carrasco, 12 Mignolet, 13 Gillet, 14 Mertens, 15 Denayer, 16 Meunier, 17 Origi, 18 Kabasele, 19 Dembélé, 20 Benteke, 21 J. Lukaku, 22 Batshuayi, 23 Ciman, CT: Wilmots
Campionato d'Europa UEFA 20201 Courtois, 2 Alderweireld, 3 Vermaelen, 4 Boyata, 5 Vertonghen, 6 Witsel, 7 De Bruyne, 8 Tielemans, 9 Lukaku, 10 E. Hazard, 11 Carrasco, 12 Mignolet (Kaminski), 13 Sels, 14 Mertens, 15 Meunier, 16 T. Hazard, 17 Vanaken, 18 Denayer, 19 Dendoncker, 20 Benteke, 21 Castagne, 22 Chadli, 23 Batshuayi, 24 Trossard, 25 Doku, 26 Praet, CT: Martínez
Campionato d'Europa UEFA 20241 Casteels, 2 Debast, 3 Theate, 4 Faes, 5 Vertonghen, 6 Witsel, 7 De Bruyne, 8 Tielemans, 9 Trossard, 10 Lukaku, 11 Carrasco, 12 Kaminski, 13 Sels, 14 Lukebakio, 15 Meunier, 16 Vranckx, 17 De Ketelaere, 18 Mangala, 19 Bakayoko, 20 Openda, 21 Castagne, 22 Doku, 23 Vermeeren, 24 Onana, 25 De Cuyper, CT: Tedesco

### Nations League
Fase finale UEFA Nations League 2020-20211 Courtois, 2 Alderweireld, 3 Denayer, 4 Boyata, 5 Vertonghen, 6 Witsel, 7 De Bruyne, 8 Tielemans, 9 Lukaku, 10 Hazard, 11 Carrasco, 12 Mignolet, 13 Casteels, 14 Lukebakio, 15 Foket, 16 Theate, 17 Vanaken, 18 De Ketelaere, 19 Dendoncker, 20 Trossard, 21 Castagne, 22 Saelemaekers, 23 Batshuayi, CT: Martínez

### Giochi olimpici
Calcio ai Giochi Olimpici Estivi 1920P De Bie, P Vandermeiren, D De Groof, D Swartenbroeks, D Verbeeck, C Bastin, C Cnudde, C Fierens, C Hanse, C Musch, C Pelsmaeker, A Balyu, A Bragard, A Coppée, A Dogaer, A Hebdin, A Larnoe, A Michel, A Nisot, A Thys, A Van Hege, A Wertz, CT: Maxwell
Calcio ai Giochi Olimpici Estivi 1924P De Bie, P Paty, D Demol, D Lorphèvre, D Swartenbroeks, D Verbeeck, C Fierens, C Hanse, C Musch, C Pelsmaeker, C Schelstraete, C Vanhalme, A Bastin, A Coppée, A De Spae, A Gillis, A Grimmonprez, A Henderickx, A Houet, A Larnoe, A Thys, A Van Hege, CT: Maxwell
Calcio ai Giochi Olimpici Estivi 1928P Caudron, P De Bie, D De Deken, D Ditzler, D Hoydonckx, D Lavigne, D Ruyssevelt, D Van Averbeke, C Bierna, C Boesman, C P. Braine, C De Spae, C Devos, C Hellemans, C Moeschal, C Vanhalme, A R. Braine, A De Coninck, A Diddens, A Verhulst, A Versyp, A Voorhoof, CT: Löwenfelt
NOTA: per le informazioni sulle rose successive al 1948 consultare la pagina della Nazionale olimpica.

## Rosa attuale
Lista dei giocatori convocati per le gare di qualificazione al campionato mondiale di calcio 2026 del 6 e 9 giugno 2025.
Presenze e reti aggiornate al 9 giugno 2025, al termine della sfida contro il Galles.
|  | P | Thibaut Courtois     | 11 maggio 1992    | 103 | -84 | Real Madrid           |  |  |
|  | P | Matz Sels            | 26 febbraio 1992  | 11  | -9  | Nottingham Forest     |  |  |
|  | P | Maarten Vandevoordt  | 26 febbraio 2002  | 0   | 0   | RB Lipsia             |  |  |
|  | P | Senne Lammens        | 7 luglio 2002     | 0   | 0   | Anversa               |  |  |
|  |   |                      |                   |     |     |                       |  |  |
|  | D | Thomas Meunier       | 12 settembre 1991 | 71  | 8   | Lilla                 |  |  |
|  | D | Wout Faes            | 3 aprile 1998     | 28  | 0   | Leicester City        |  |  |
|  | D | Arthur Theate        | 25 maggio 2000    | 25  | 0   | Eintracht Francoforte |  |  |
|  | D | Zeno Debast          | 24 ottobre 2003   | 20  | 0   | Sporting Lisbona      |  |  |
|  | D | Maxim De Cuyper      | 22 dicembre 2000  | 10  | 3   | Club Bruges           |  |  |
|  | D | Brandon Mechele      | 28 gennaio 1993   | 4   | 0   | Club Bruges           |  |  |
|  | D | Koni De Winter       | 12 giugno 2002    | 4   | 0   | Genoa                 |  |  |
|  | D | Diego Moreira        | 6 agosto 2004     | 0   | 0   | Strasburgo            |  |  |
|  |   |                      |                   |     |     |                       |  |  |
|  | C | Kevin De Bruyne      | 28 giugno 1991    | 111 | 31  | Napoli                |  |  |
|  | C | Youri Tielemans      | 7 maggio 1997     | 77  | 10  | Aston Villa           |  |  |
|  | C | Hans Vanaken         | 24 agosto 1992    | 26  | 5   | Club Bruges           |  |  |
|  | C | Amadou Onana         | 16 agosto 2001    | 22  | 0   | Aston Villa           |  |  |
|  | C | Charles De Ketelaere | 10 marzo 2001     | 21  | 2   | Atalanta              |  |  |
|  | C | Alexis Saelemaekers  | 27 giugno 1999    | 16  | 1   | Roma                  |  |  |
|  | C | Nicolas Raskin       | 23 febbraio 2001  | 4   | 0   | Rangers               |  |  |
|  | C | Malick Fofana        | 31 marzo 2005     | 1   | 0   | Olympique Lione       |  |  |
|  | C | Jorthy Mokio         | 29 febbraio 2008  | 1   | 0   | Ajax                  |  |  |
|  |   |                      |                   |     |     |                       |  |  |
|  | A | Romelu Lukaku        | 13 maggio 1993    | 124 | 89  | Napoli                |  |  |
|  | A | Leandro Trossard     | 4 dicembre 1994   | 44  | 10  | Arsenal               |  |  |
|  | A | Jérémy Doku          | 27 maggio 2002    | 33  | 3   | Manchester City       |  |  |
|  | A | Loïs Openda          | 16 febbraio 2000  | 27  | 3   | RB Lipsia             |  |  |
|  | A | Dodi Lukebakio       | 24 settembre 1997 | 26  | 2   | Siviglia              |  |  |

## Record individuali
Statistiche aggiornate al 9 giugno 2025.
I calciatori in grassetto sono ancora in attività con la maglia della nazionale.

### Record presenze
| Pos. | Giocatore         | Presenze | Reti | Periodo   |
| ---- | ----------------- | -------- | ---- | --------- |
| 1    | Jan Vertonghen    | 157      | 10   | 2007-2024 |
| 2    | Axel Witsel       | 132      | 12   | 2008-     |
| 3    | Toby Alderweireld | 127      | 4    | 2009-2022 |
| 4    | Eden Hazard       | 126      | 33   | 2008-2022 |
| 5    | Romelu Lukaku     | 124      | 89   | 2010-     |
| 6    | Kevin De Bruyne   | 111      | 31   | 2010-     |
| 7    | Dries Mertens     | 109      | 21   | 2011-2022 |
| 8    | Thibaut Courtois  | 103      | 0    | 2011-     |
| 9    | Jan Ceulemans     | 96       | 23   | 1977-1991 |
| 10   | Timmy Simons      | 94       | 6    | 2001-2016 |

### Record reti
| Pos. | Giocatore        | Reti | Presenze | Periodo   |
| ---- | ---------------- | ---- | -------- | --------- |
| 1    | Romelu Lukaku    | 89   | 124      | 2010-     |
| 2    | Eden Hazard      | 33   | 126      | 2008-2022 |
| 3    | Kevin De Bruyne  | 31   | 111      | 2010-     |
| 4    | Bernard Voorhoof | 30   | 61       | 1928-1940 |
| 4    | Paul Van Himst   | 30   | 81       | 1960-1974 |
| 6    | Marc Wilmots     | 29   | 70       | 1990-2002 |
| 7    | Michy Batshuayi  | 27   | 55       | 2015-     |
| 7    | Joseph Mermans   | 27   | 56       | 1945-1956 |
| 9    | Robert De Veen   | 26   | 23       | 1906-1913 |
| 9    | Raymond Braine   | 26   | 54       | 1925-1939 |